# Cardó pelut
El cardó pelut (Dipsacus pilosus) és una espècie de planta amb flors del gènere Dipsacus de la família de les caprifoliàcies, semblant al Dipsacus fullonum, creix en praderies, terres incultes, erms i a la vora de rius. És nativa d'Europa, Turquia, el Caucas i el nord de l'Iran.